# Glochidion oblatum
Glochidion oblatum är en emblikaväxtart som beskrevs av Joseph Dalton Hooker. Glochidion oblatum ingår i släktet Glochidion och familjen emblikaväxter. Inga underarter finns listade i Catalogue of Life.